# Nyárasdomb
Nyárasdomb ukránul: Новый Кленовець település Ukrajnában, a Kárpátalján, a Munkácsi járásban. Alsóviznice tartozik hozzá.

## Fekvése
Munkácstól északra, Rónafalu és Szélestó között fekvő település.

## Története
A trianoni békeszerződés előtt Bereg vármegye Latorcai járásához tartozott.

## Népessége
1910-ben 499 lakosából 17 magyar, 79 német, 387 szlovák, 16 rutén volt. Ebből 16 római katolikus, 33 görögkatolikus, 373 evangélikus, 77 izraelita volt.

## Híres személyek
- Itt született 1890-ben Kozlay Kálmán evangélikus lelkész, gimnáziumi tanár.